# Eric Clerckx
Eric Clerckx (Lummen, 13 mei 1964) is een Vlaams acteur. Eric Clerckx werd bekend toen hij als vijftienjarig jeugdacteur de hoofdrol speelde in De Witte van Sichem van Robbe De Hert. Een jaar later volgde de toen controversiële film Twee vorstinnen en een vorst van Otto Jongerius. Eric Clerckx werkte daarna nog driemaal samen met Robbe De Hert. Later begon hij een carrière als IT-consultant.

## Filmografie

### Films
- De Witte van Sichem (1980): De witte
- Twee vorstinnen en een vorst (1981): Levien
- Zware jongens (1984): Eric
- Blueberry Hill (1989): Stafke De Schepper
- Boerenpsalm (1989): vriend van blinde dochter
- Brylcream Boulevard (1995): Stafke

### Televisie
- Meester, hij begint weer! (1990): Jean-Pierre
- Commissaris Roos (1990 en 1992)
- Familie (1993): Stef

- Bibliothèque nationale de France: cb16217508c (data)
- Gemeinsame Normdatei: 1180538609
- International Standard Name Identifier: 0000 0000 9645 762X
- Nederlandse Thesaurus van Auteursnamen: 071592768
- Système universitaire de documentation: 190898607
- Virtual International Authority File: 142426082
- WorldCat: E39PBJwmVCRdQ6VJkFHgpwdbBP